# Pruszków
Pruszków járási város Lengyelországban, az ország középső részén. A Mazóviai vajdaságban található, az Utrata folyó partján, 16 kilométerre Varsó központjától. 2008. december 31-én a városnak 55 971 lakosa volt. A város legrégibb része, Żbików már 1236-ban létezett.

## Műemlékek és látnivalók
- Potulicki palotája
- Durchgangslager Pruszków
- Zsidó temető (1905)

## Testvérvárosok
- Esslingen, Németország
- Imprunata, Olaszország
- Prószków, Lengyelország